# クウェート国営石油会社
クウェート国営石油会社（クウェートこくえいせきゆがいしゃ、英語: Kuwait National Petroleum Company (KNPC)、アラビア語: شركة البترول الوطنية الكويتية）は、クウェートの国営石油精製企業。1960年10月に設立された KNPC は、石油精製、ガスの液化、地域市場への石油製品の供給などをおこなっている。KNPC は、クリーン燃料計画 = CFP (Clean Fuel project) も手がけている。

## 沿革
1960年10月に設立されたKNPC は、クウェート政府と民間セクターが所有する持株会社であったが、1975年に完全に国有化された。1968年から、同社はシュアイバ製油所から製品を輸出し始めた。2017年4月、クウェートは当地域で最も古い施設のひとつとなっていたシュアイバ製油所を閉鎖した。1980年、クウェートにおける石油部門の再編成を経て、KNPC は、新設された国有のクウェート石油公社 (KPC) の傘下に位置付けられた。以降、クウェート国内の石油製品の供給を管轄することとなり、また、ミナ・アハマディ (Mina Ahmadi) とミナ・アブドゥラ (Mina Abdullah) 製油所を保有し続けることとなった。

## 製油所

### ミナ・アブドゥラ (Mina Abdullah) 製油所
1958年にアメリカン・インディペンデント石油会社が建設し、1975年に国有に移行、1978年に KNPC へ移管された。クウェート市から 46km 南に位置しているこの製油所の広さは 7,835,000 m² ある。製油所は、730,000バレル毎日 (116,000 m3/d) (BPD) の生産能力を備えている。

### ミナ・アハマディ (Mina Al-Ahmadi) 製油所
1949年に建設されたこの製油所は、1980年に KNPC に移管された。クウェート市から 40km 南に位置しているこの製油所の広さは 10,534,000 m²、生産能力は730,000 bbl/d (116,000 m3/d)。2014年、KNPC は超低硫黄軽油 (ULSD) の生産をミナ・アハマディ製油所で開始した。

### シュアイバ製油所 (Shuaiba Refinery)
1966年に建設されたシュアイバ製油所は、国営企業建設した、この地域で最初の製油所であった。クウェート市から 50km 南、シュアイバ工業地域 (the Shuaiba Industrial Area) に位置しているこの製油所の広さは 1,332,000 m² である。製油所の生産能力は 200,000 bbl/d (32,000 m3/d) である。2017年3月、クウェートのクリーン燃料計画 (Clean Fuels Project, CFP) のために施設を転用するため、製油所は閉鎖された。

### アル＝ズール製油所 (Al Zour Refinery)
2006年、KNPC は、アル＝ズールとして知られる第4の製油所の建設計画を発表した。2012年、計画は最高石油評議会の再度の採択を受けて、復活することとなった。計画では新たな製油所の生産能力は615,000 bbl/d (97,800 m3/d)となり、中東最大規模の製油所となる。2008年5月、クウェート国営石油会社は、4件のEPC契約を結んだ。プロセス・パッケージ1は日揮とGSエンジニアリング＆コンストラクション (GS Engineering & Construction) のコンソーシアムに、プロセス・パッケージ2 はSKエンジニアリング＆コンストラクションに、備蓄タンク・パッケージ (Storage Tanks Package) はデリム・インダストリアル・カンパニー (Daelim Industrial Company)、臨海施設パッケージ (Marine Works Package) は現代建設、施設外と諸サービスのパッケージ (The Offsites & Utilities package) はフラワー・コーポレーションと結ばれた。
しかし、これらの契約は、その後いったん破棄され、2012年に改めて、大宇、現代重工業、テクニカス・レウニダス、中国石油化工、ハンファ建設、SKエンジニアリング＆コンストラクション、サイペムなどとEPC契約が結ばれた。

## 慈善活動
KNPC は、奨学金や訓練機会の提供のほか、実用教育訓練センター (PAAET) の技術研究カレッジの石油精製専攻に資金提供をしている。